# Red Rock Indian Reserve 53
Red Rock Indian Reserve 53 är ett reservat i Kanada.   Det ligger i provinsen Ontario, i den sydöstra delen av landet, 1 000 km väster om huvudstaden Ottawa. Red Rock Indian Reserve 53 ligger vid sjön Helen Lake.
I omgivningarna runt Red Rock Indian Reserve 53 växer i huvudsak blandskog. Trakten runt Red Rock Indian Reserve 53 är nära nog obefolkad, med mindre än två invånare per kvadratkilometer.